# 普洛多羅德內 (梅利托波爾區)
47°9′56″N 35°18′43″E / 47.16556°N 35.31194°E
普洛多羅德內（烏克蘭語：Плодородне）是位於烏克蘭東南部的村莊，由扎波羅熱州梅利托波爾區的普洛多羅德內市鎮負責管轄。該村始建於1810年，面積3.24平方公里，海拔高度80米，2001年人口1,577，人口密度每平方公里486.7人。

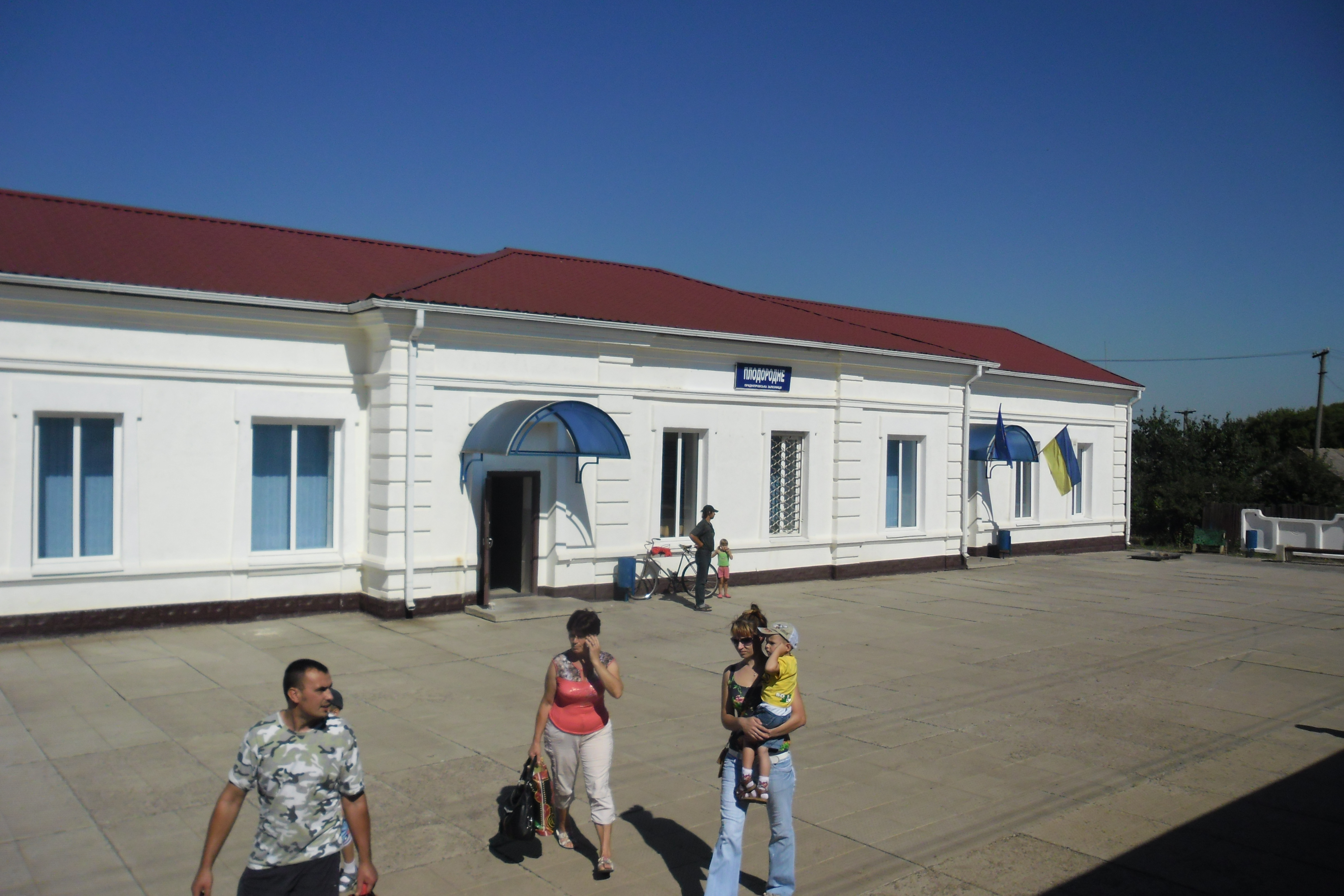